# Adlène Guedioura
Adlène Guedioura (Arabiska: عدلان قديورة), född 12 november 1985, är en franskfödd algerisk fotbollsspelare (mittfältare) som spelar för Al-Duhail.

## Klubbkarriär

### Nottingham Forest
Den 31 januari 2018 återvände Guedioura till Nottingham Forest, där han skrev på ett 2,5-årskontrakt.

### Al-Gharafa
Den 18 augusti 2019 värvades Guedioura av Al-Gharafa.

### Sheffield United
Den 13 september 2021 värvades Guedioura av Sheffield United, där han skrev på ett ettårskontrakt. Den 1 februari 2022 kom Guedioura överens med Sheffield United om att bryta kontraktet.

### Burton Albion
Den 25 februari 2022 gick Guedioura till League One-klubben Burton Albion på ett korttidskontrakt över resten av säsongen 2021/2022.

### Al-Duhail
Den 10 augusti 2022 värvades Guedioura av qatariska Al-Duhail.

## Landslagskarriär
Guedioura debuterade i Algeriets landslag den 28 maj 2010 i en 3–0-förlust mot Irland. Han var uttagen i Algeriets trupp till VM i fotboll 2010 samt Afrikanska mästerskapet 2013 och 2017.